# Nguyễn Thị Mỹ Anh
Nguyễn Thị Mỹ Anh (sinh ngày 27 tháng 11 năm 1994) là một cầu thủ bóng đá nữ người Việt Nam hiện đang thi đấu ở vị trí hậu vệ cho Thái Nguyên T&T và đội tuyển bóng đá nữ quốc gia Việt Nam.

## Danh hiệu
Thành phố Hồ Chí Minh
- Giải bóng đá nữ Vô địch Quốc gia: 
  - Vô địch: 2015, 2016, 2017, 2019, 2020, 2021
  - Á quân: 2013, 2018
- Cúp Quốc gia: 
  - Vô địch: 2021, 2022

Đội tuyển Việt Nam
- Đại hội Thể thao Đông Nam Á:
  - Huy chương vàng: 2023
- Giải vô địch bóng đá nữ Đông Nam Á:
  - Hạng ba: 2018